# Campeonato NORCECA de Voleibol Femenino de 2015
El Campeonato NORCECA de Voleibol Femenino 2015 fue la XXIV edición del máximo torneo de selecciones femeninas de voleibol pertenecientes a la Confederación de Norteamérica, Centroamérica y el Caribe de Voleibol (NORCECA), se llevó a cabo del 25 de septiembre al 2 de octubre de 2015 en Morelia, México.
Los cuatro primeros conjuntos clasificados a la conclusión del evento de ocho equipos avanzaron al torneo Preolímpico NORCECA de Voleibol Femenino 2016 donde el primer posicionado obtuvo un billete directo a los Juegos Olímpicos de Río 2016.

## Equipos participantes
Nueve selecciones se clasificaron para participar en el torneo, las 6 mejores selecciones del ranking NORCECA correspondiente al mes de enero de 2015 y las 3 campeonas zonales de AFECAVOL, CAZOVA y ECVA.
- Estados Unidos (1)
- Rep. Dominicana (2)
- Puerto Rico (3)
- Cuba (4)
- Canadá (5)
- México (6) (anfitrión)
- Trinidad y Tobago (7) Campeonas CAZOVA
- Costa Rica (8) Campeonas AFECAVOL
- Santa Lucía (9) Campeonas ECVA (declinó)

| Grupo A           | Grupo B              |
| ----------------- | -------------------- |
| Estados Unidos    | República Dominicana |
| Cuba              | Puerto Rico          |
| Canadá            | México               |
| Trinidad y Tobago | Costa Rica           |

## Procedimiento de desempate
1. Número de partidos ganados
2. Puntos de partido
3. Proporción de puntos
4. Proporción de sets
5. Resultado del último partido entre los equipos empatados

- Partido ganado 3–0: 5 puntos de partido para el ganador, 0 puntos de partido para el perdedor.
- Partido ganado 3–1: 4 puntos de partido para el ganador, 1 punto de partido para el perdedor.
- Partido ganado 3–2: 3 puntos de partido para el ganador , 2 puntos de partido para el perdedor.

## Ronda preliminar
- Del 27 al 29 de septiembre
- Sede:  Auditorio de la Universidad Michoacana
- Todos los horarios corresponden a la hora de Morelia, México ( UTC-06:00 )

|  | Calificadas para Semifinales        |
|  | Calificadas para cuartos de final   |
|  | Clasificación del 5.° al 8.° puesto |

### Grupo A
|     |                | Partidos | Partidos | Partidos |     | Sets | Sets | Sets  | Puntos | Puntos | Puntos |
| Pos | Equipo         | PJ       | PG       | PP       | Pts | SG   | SP   | Ratio | PG     | PP     | Ratio  |
| --- | -------------- | -------- | -------- | -------- | --- | ---- | ---- | ----- | ------ | ------ | ------ |
| 1.º | Estados Unidos | 3        | 3        | 0        | 15  | 9    | 0    | MAX   | 230    | 152    | 1.513  |
| 2.º | Canadá         | 3        | 2        | 1        | 8   | 6    | 5    | 1.200 | 231    | 216    | 1.069  |
| 3.º | Cuba           | 3        | 1        | 2        | 7   | 5    | 6    | 0.833 | 241    | 235    | 1.026  |
| 4.º | Costa Rica     | 3        | 0        | 3        | 0   | 0    | 9    | 0.000 | 126    | 255    | 0.560  |

| Fecha            | Hora  | Equipo 1       | Sets  | Equipo 2       | Set 1 | Set 2 | Set 3 | Set 4 | Set 5 | Total   |
| ---------------- | ----- | -------------- | ----- | -------------- | ----- | ----- | ----- | ----- | ----- | ------- |
| 27 de septiembre | 13:00 | Costa Rica     | 0 : 3 | Estados Unidos | 15-25 | 11-25 | 13-25 |       |       | 39-75   |
| 27 de septiembre | 18:00 | Cuba           | 2 : 3 | Canadá         | 22-25 | 25-18 | 25-22 | 20-25 | 12-15 | 104-105 |
| 28 de septiembre | 14:00 | Cuba           | 3 : 0 | Costa Rica     | 25-14 | 25-15 | 25-21 |       |       | 75–50   |
| 28 de septiembre | 18:00 | Estados Unidos | 3 : 0 | Canadá         | 25-15 | 25-17 | 25-19 |       |       | 75–51   |
| 29 de septiembre | 14:00 | Canadá         | 3 : 0 | Costa Rica     | 25-15 | 25-12 | 25-10 |       |       | 75–37   |
| 29 de septiembre | 18:00 | Estados Unidos | 3 : 0 | Cuba           | 25-16 | 25-18 | 30-28 |       |       | 80–62   |

### Grupo B
|     |                   | Partidos | Partidos | Partidos |     | Sets | Sets | Sets  | Puntos | Puntos | Puntos |
| Pos | Equipo            | PJ       | PG       | PP       | Pts | SG   | SP   | Ratio | PG     | PP     | Ratio  |
| --- | ----------------- | -------- | -------- | -------- | --- | ---- | ---- | ----- | ------ | ------ | ------ |
| 1.º | Rep. Dominicana   | 3        | 3        | 0        | 13  | 9    | 2    | 4.500 | 253    | 205    | 1.234  |
| 2.º | Puerto Rico       | 3        | 2        | 1        | 10  | 8    | 5    | 1.600 | 282    | 249    | 1.133  |
| 3.º | México            | 3        | 1        | 2        | 7   | 5    | 6    | 0.833 | 229    | 232    | 0.987  |
| 4.º | Trinidad y Tobago | 3        | 0        | 3        | 0   | 0    | 9    | 0.000 | 147    | 225    | 0.653  |

| Fecha            | Hora  | Equipo 1          | Sets  | Equipo 2          | Set 1 | Set 2 | Set 3 | Set 4 | Set 5 | Total   |
| ---------------- | ----- | ----------------- | ----- | ----------------- | ----- | ----- | ----- | ----- | ----- | ------- |
| 27 de septiembre | 15:00 | Rep. Dominicana   | 3 : 2 | Puerto Rico       | 25-19 | 25-19 | 18-25 | 20-25 | 15-13 | 103–101 |
| 27 de septiembre | 20:00 | México            | 3 : 0 | Trinidad y Tobago | 25-16 | 25-12 | 25-23 |       |       | 75–51   |
| 28 de septiembre | 16:00 | Trinidad y Tobago | 0 : 3 | Rep. Dominicana   | 16-25 | 14-25 | 17-25 |       |       | 47–75   |
| 28 de septiembre | 20:00 | México            | 2 : 3 | Puerto Rico       | 20-25 | 25-23 | 16-25 | 25-18 | 11-15 | 97–106  |
| 29 de septiembre | 16:00 | Puerto Rico       | 3 : 0 | Trinidad y Tobago | 25-14 | 25-14 | 25-21 |       |       | 75–49   |
| 29 de septiembre | 20:00 | México            | 0 : 3 | Rep. Dominicana   | 16-25 | 18-25 | 23-25 |       |       | 57–75   |

## Ronda final
- Del 30 de septiembre al 2 de octubre
- Sede:  Auditorio de la Universidad Michoacana
- Todos los horarios corresponden a la hora de Morelia, México ( UTC-06:00 )

|  | 5° y 6° lugar | 5° y 6° lugar     | 5° y 6° lugar |  |  | Semifinales 5°-8° lugar | Semifinales 5°-8° lugar | Semifinales 5°-8° lugar |  |  | Cuartos de final | Cuartos de final | Cuartos de final |  |  | Semifinales | Semifinales     | Semifinales |  |  | Final        | Final           | Final        |
|  |               |                   |               |  |  |                         |                         |                         |  |  |                  |                  |                  |  |  |             |                 |             |  |  |              |                 |              |
|  |               |                   |               |  |  | 4B                      | Trinidad y Tobago       | 0                       |  |  |                  |                  |                  |  |  | 1A          | Estados Unidos  | 3           |  |  |              |                 |              |
|  |               |                   |               |  |  | 3A                      | Cuba                    | 3                       |  |  | 2B               | Puerto Rico      | 3                |  |  | 2B          | Puerto Rico     | 0           |  |  |              |                 |              |
|  | 3A            | Cuba              | 3             |  |  |                         |                         |                         |  |  | 3A               | Cuba             | 1                |  |  |             |                 |             |  |  | 1A           | Estados Unidos  | 3            |
|  | 3B            | México            | 1             |  |  |                         |                         |                         |  |  |                  |                  |                  |  |  |             |                 |             |  |  | 1B           | Rep. Dominicana | 1            |
|  |               |                   |               |  |  | 4A                      | Costa Rica              | 0                       |  |  |                  |                  |                  |  |  | 1B          | Rep. Dominicana | 3           |  |  |              |                 |              |
|  | 7° y 8° lugar | 7° y 8° lugar     | 7° y 8° lugar |  |  | 3B                      | México                  | 3                       |  |  | 2A               | Canadá           | 3                |  |  | 2A          | Canadá          | 1           |  |  | Tercer lugar | Tercer lugar    | Tercer lugar |
|  |               |                   |               |  |  |                         |                         |                         |  |  | 3B               | México           | 2                |  |  |             |                 |             |  |  |              |                 |              |
|  | 4B            | Trinidad y Tobago | 3             |  |  |                         |                         |                         |  |  |                  |                  |                  |  |  |             |                 |             |  |  | 2B           | Puerto Rico     | 3            |
|  | 4A            | Costa Rica        | 0             |  |  |                         |                         |                         |  |  |                  |                  |                  |  |  |             |                 |             |  |  | 2A           | Canadá          | 1            |

### Cuartos de final
| Fecha            | Hora  | Equipo 1    | Sets  | Equipo 2 | Set 1 | Set 2 | Set 3 | Set 4 | Set 5 | Total  |
| ---------------- | ----- | ----------- | ----- | -------- | ----- | ----- | ----- | ----- | ----- | ------ |
| 30 de septiembre | 18:00 | Puerto Rico | 3 : 1 | Cuba     | 25-20 | 25-14 | 25-27 | 25-18 |       | 100–79 |
| 30 de septiembre | 20:00 | Canadá      | 3 : 2 | México   | 22-25 | 25-15 | 25-17 | 21-25 | 15-8  | 108–90 |

### Clasificación 5°-8° puesto
| Fecha        | Hora  | Equipo 1          | Sets  | Equipo 2 | Set 1 | Set 2 | Set 3 | Set 4 | Set 5 | Total |
| ------------ | ----- | ----------------- | ----- | -------- | ----- | ----- | ----- | ----- | ----- | ----- |
| 1 de octubre | 14:00 | Costa Rica        | 0 : 3 | México   | 16-25 | 18-25 | 13-25 |       |       | 49–75 |
| 1 de octubre | 16:00 | Trinidad y Tobago | 0 : 3 | Cuba     | 14-25 | 14-25 | 14-25 |       |       | 42–75 |

### Semifinales
| Fecha        | Hora  | Equipo 1        | Sets  | Equipo 2    | Set 1 | Set 2 | Set 3 | Set 4 | Set 5 | Total |
| ------------ | ----- | --------------- | ----- | ----------- | ----- | ----- | ----- | ----- | ----- | ----- |
| 1 de octubre | 18:00 | Rep. Dominicana | 3 : 1 | Canadá      | 18-25 | 25-20 | 25-23 | 25-20 |       | 93–88 |
| 1 de octubre | 20:00 | Estados Unidos  | 3 : 0 | Puerto Rico | 25-20 | 25-18 | 25-17 |       |       | 75–55 |

### Séptimo puesto
| Fecha        | Hora  | Equipo 1   | Sets  | Equipo 2          | Set 1 | Set 2 | Set 3 | Set 4 | Set 5 | Total |
| ------------ | ----- | ---------- | ----- | ----------------- | ----- | ----- | ----- | ----- | ----- | ----- |
| 2 de octubre | 14:00 | Costa Rica | 0 : 3 | Trinidad y Tobago | 19-25 | 24-26 | 24-26 |       |       | 67–77 |

### Quinto puesto
| Fecha        | Hora  | Equipo 1 | Sets  | Equipo 2 | Set 1 | Set 2 | Set 3 | Set 4 | Set 5 | Total |
| ------------ | ----- | -------- | ----- | -------- | ----- | ----- | ----- | ----- | ----- | ----- |
| 2 de octubre | 16:00 | México   | 1 : 3 | Cuba     | 25-18 | 15-25 | 15-25 | 19-25 |       | 74–93 |

### Tercer puesto
| Fecha        | Hora  | Equipo 1 | Sets  | Equipo 2    | Set 1 | Set 2 | Set 3 | Set 4 | Set 5 | Total |
| ------------ | ----- | -------- | ----- | ----------- | ----- | ----- | ----- | ----- | ----- | ----- |
| 2 de octubre | 18:00 | Canadá   | 1 : 3 | Puerto Rico | 25-23 | 19-25 | 20-25 | 17-25 |       | 81–98 |

### Final
| Fecha        | Hora  | Equipo 1        | Sets  | Equipo 2       | Set 1 | Set 2 | Set 3 | Set 4 | Set 5 | Total |
| ------------ | ----- | --------------- | ----- | -------------- | ----- | ----- | ----- | ----- | ----- | ----- |
| 2 de octubre | 20:00 | Rep. Dominicana | 1 : 3 | Estados Unidos | 19-25 | 25-22 | 18-25 | 17-25 |       | 79–97 |

## Posiciones finales
| Pos.              | Equipo               |
| ----------------- | -------------------- |
| Medalla de oro    | Estados Unidos       |
| Medalla de plata  | República Dominicana |
| Medalla de bronce | Puerto Rico          |
| 4                 | Canadá               |
| 5                 | Cuba                 |
| 6                 | México               |
| 7                 | Trinidad y Tobago    |
| 8                 | Costa Rica           |

| \| \| \| \| \| Campeón Estados Unidos[3] 8.º título \| Plantel: 1 Alisha Rebecca Glass Childress , 2 Kayla Banwarth, 8 Lauren Gibbemeyer, 10 Jordan Larson-Burbach, 11 Megan Hodge Easy, 14 Nicole Marie Fawcett, 16 Foluke Akinradewo Gunderson, 17 Natalie Marie Hagglund, 18 Molly Kreklow, 21 TeTori Elsie Dixon, 22 Rachael Adams, 23 Kelsey Marie Robinson Cook, 24 Krista Vansant, 25 Karsta Frances Lowe. Entrenador: Karch Kiraly |
| |
| |
| Campeón Estados Unidos 8.º título |

|                                   |
|                                   |
| Campeón Estados Unidos 8.º título |

## Distinciones individuales
| Categoría                   | Ganadora                                 |
| --------------------------- | ---------------------------------------- |
| Jugadora Más Valiosa (MVP)  | Nicole Marie Fawcett                     |
| Mejor colocadora / armadora | Niverka Dharlenis Marte Frica            |
| Mejor punta / receptora     | Andrea Rangel Yonkaira Paola Peña Isabel |
| Mejor central / media       | Lucille Charuk Lynda Morales             |
| Mejor atacante opuesta      | Heidy Margarita Rodríguez López          |
| Mejor líbero                | Brenda Castillo                          |
| Mejor receptora             | Kayla Banwarth                           |
| Mejor defensa               | Brenda Castillo                          |
| Mejor servicio              | Evelyn Sibaja Alfaro                     |
| Mayor anotadora             | Andrea Rangel                            |